# 7e étape du Tour d'Espagne 2009

La septième étape du Tour d'Espagne 2009 s'est déroulée le 5 septembre 2009 autour de Valence sur 30 kilomètres. Il s'agit d'un contre-la-montre individuel. L'étape est remportée par le Suisse Fabian Cancellara, qui reprend le maillot de oro de leader du classement général. C'est sa deuxième victoire dans cette Vuelta.

## Récit
Fabian Cancellara a battu sur le circuit de Formule 1 de Valence David Millar (Garmin Slipstream) de 32 secondes et le champion du monde de la discipline Bert Grabsch (Columbia HTC) de 36 secondes. Le Basque Samuel Sánchez a été le meilleur des prétendants au classement général en finissant à 47 secondes. Cadel Evans a fini, de son côté, à 1'02". Valverde n'a cédé que trois secondes à l'Australien. Cancellara en a profité pour reprendre les commandes du général avec 51 secondes sur Tom Boonen, 11e de l'étape à 1'03".

## Classement de l'étape
|    | Coureur           | Pays        | Équipe            | Temps        |
| -- | ----------------- | ----------- | ----------------- | ------------ |
| 1  | Fabian Cancellara | Suisse      | Team Saxo Bank    | 36 min 41 s  |
| 2  | David Millar      | Royaume-Uni | Garmin-Slipstream | + 32 s       |
| 3  | Bert Grabsch      | Allemagne   | Team Columbia-HTC | + 36 s       |
| 4  | David Herrero     | Espagne     | Xacobeo Galicia   | + 40 s       |
| 5  | Vasil Kiryienka   | Biélorussie | Caisse d'Épargne  | + 46 s       |
| 6  | Samuel Sánchez    | Espagne     | Euskaltel-Euskadi | + 47 s       |
| 7  | Thomas Danielson  | États-Unis  | Garmin-Slipstream | + 50 s       |
| 8  | Christophe Riblon | France      | AG2R La Mondiale  | + 53 s       |
| 9  | Lars Boom         | Pays-Bas    | Rabobank          | + 59 s       |
| 10 | Cadel Evans       | Australie   | Silence-Lotto     | + 1 min 02 s |

## Classement général
|    | Coureur            | Pays        | Équipe            | Temps            |
| -- | ------------------ | ----------- | ----------------- | ---------------- |
| 1  | Fabian Cancellara  | Suisse      | Team Saxo Bank    | 24 h 58 min 12 s |
| 2  | Tom Boonen         | Belgique    | Quick Step        | + 51 s           |
| 3  | David Herrero      | Espagne     | Xacobeo Galicia   | + 59 s           |
| 4  | Daniele Bennati    | Italie      | Liquigas          | + 1 min 03 s     |
| 5  | Vasil Kiryienka    | Biélorussie | Caisse d'Épargne  | + 1 min 08 s     |
| 6  | Cadel Evans        | Australie   | Silence-Lotto     | + 1 min 12 s     |
| 7  | Alejandro Valverde | Espagne     | Caisse d'Épargne  | + 1 min 14 s     |
| 8  | Thomas Danielson   | États-Unis  | Garmin-Slipstream | + 1 min 19 s     |
| 9  | Samuel Sánchez     | Espagne     | Euskaltel-Euskadi | + 1 min 20 s     |
| 10 | David Millar       | Royaume-Uni | Garmin-Slipstream | + 1 min 20 s     |

## Classements annexes
| Classement par points | Classement par points | Classement par points | Classement par points | Classement par points |
| Rang                  | Cycliste              | Pays                  | Équipe                | Pts                   |
| --------------------- | --------------------- | --------------------- | --------------------- | --------------------- |
|                       | André Greipel         | Allemagne             | Team Columbia-HTC     | 84                    |
| 2                     | Tom Boonen            | Belgique              | Quick Step            | 75                    |
| 3                     | Tyler Farrar          | États-Unis            | Garmin-Transitions    | 67                    |

| Grand Prix de la montagne | Grand Prix de la montagne | Grand Prix de la montagne | Grand Prix de la montagne | Grand Prix de la montagne |
| Rang                      | Cycliste                  | Pays                      | Équipe                    | Pts                       |
| ------------------------- | ------------------------- | ------------------------- | ------------------------- | ------------------------- |
|                           | José Antonio Lopez        | Espagne                   | Andalucía-Cajasur         | 20                        |
| 2                         | Aitor Hernández           | Espagne                   | Euskaltel-Euskadi         | 10                        |
| 3                         | Lars Boom                 | Pays-Bas                  | Rabobank                  | 9                         |

| Combiné | Combiné          | Combiné   | Combiné         | Combiné |
| Rang    | Cycliste         | Pays      | Équipe          | Pts     |
| ------- | ---------------- | --------- | --------------- | ------- |
|         | Dominik Roels    | Allemagne | Team Milram     | 98      |
| 2       | Serafín Martínez | Espagne   | Xacobeo Galicia | 106     |
| 3       | Lars Boom        | Pays-Bas  | Rabobank        | 180     |

| Classement par équipes | Classement par équipes | Classement par équipes | Classement par équipes | Classement par équipes |
| Rang                   | Pays                   | Équipe                 | Temps                  |                        |
| ---------------------- | ---------------------- | ---------------------- | ---------------------- | ---------------------- |
|                        | Garmin-Slipstream      | États-Unis             | en 74 h 58 min 23 s    |                        |
| 2                      | Caisse d'Épargne       | Espagne                | + 17 s                 |                        |
| 3                      | Team Columbia-HTC      | États-Unis             | + 30 s                 |                        |